# Coming Soon (banda de Letonia)
Coming Soon fue una banda de rock provenientes de Liepāja, Letonia. Hay cinco miembros de la banda: Uldis Kalns (voz, guitarra), Roberts Dinters (guitarra), Kristofers Knesis (teclados), Eriks Hanzovskis (batería) y Kristaps Leitis (bajo). su sencillo y hasta ahora el único conocido de la banda "Indians" obtuvo lugares en la Radio SWH y en el programa Priekšnams Top 10 el 2.º lugar en 3 semanas en el 2008.

## Integrantes

### Exintegrantes
- Uldis Kalns - vocales, guitarra
- Roberts Dinters - guitarra
- Kristofers Knesis - teclados
- Eriks Hanzovskis - batería
- Krstaps Leitis - bajo
- Karlis Peterlevics - bajo
- Janis Snipke - batería

## Discografía

### Álbumes de estudio
- 2008: "Peleka Saule"

### Sencillos
- "Indians"
- "Let Me Speak"
- "Ne"
- "Peleka Saule"